# Белый танец (очерк)
«Бе́лый та́нец» — очерк 1986 года о валютной проституции в СССР, опубликованный в газете «Московский комсомолец» в два этапа: 19 и 21 ноября (на один день газета была закрыта из-за этой публикации), который принёс автору «мировую известность». Это были первые в советской печати публикации о таком явлении, как проституция, они «произвели ошеломительный эффект» и вызвали «взрыв в общественном сознании». Автор — известный в эпоху перестройки репортёр Евгений Додолев.

## История
Инициатива исходила от главного редактора Павла Гусева, который узнал о наличии материала у своего сотрудника. Первая часть работы вышла в свет 19 ноября. На следующий день газета в свет не вышла. Редакцию не закрыли, журналисты вышли на рабочие места, рабочие мероприятия прошли по графику, но в типографию номер со второй частью не был отправлен. Меры, как позднее проинформировали редколлегию, принял не учредитель издания (МГК ВЛКСМ), а более высокая инстанция — горком партии (МГК КПСС). Во вторую часть материала потребовалось вносить идеологические правки. Инструктор ЦК КПСС посетил главного редактора Павла Гусева и проинформировал о планируемом совещании, посвящённом публикации. Сам Додолев вспоминает об этом в своём интервью («Московская правда», 16 июня 2007):
Я изучил фактуру, и материал получился огромный. Решено было разбить его на две части. Но после первой публикации разгорелся такой скандал, что горком запретил выход газеты. То есть «Московский комсомолец» в этот осенний день не получили даже подписчики — статью редактировали на высоком уровне… И навтыкали туда кучу всякой казённой… Когда я увидел, во что превратился мой текст, то устроил фирменную свою истерику (я это умею, когда есть производственная необходимость) и потребовал, чтобы моё имя сняли. Но, как известно, материал журналисту не принадлежит, поэтому он так под моей фамилией и был напечатан: издателем газеты был Комсомол, который рулил как хотел.
Из «Онтологии победы» Леонида Афонского:
В конце 1986 года, когда с высот самоускоряющейся рыжковщины Михаил Сергеевич, наконец, обратил свой долгожданный взор на культуру — аккурат после спасения новым Распутиным сибирских рек — Павел Гусев засуетился. Тут-то и грянула светлой памяти додолевская статья о проститутках, ставшая этапным моментом, поворотным пунктом, красным (жёлтым?) фонарём подлинной гласности в мире социализма. С неё, а вовсе не с VIII съезда Союза Писателей началось внедрение реального наполнения этого понятия в приватную жизнь тогда ещё советских людей. Кстати, вдвойне символично, что символом горбогласности — в отличие от гласности Александра II — стали не всенародные вопли о тяжком кресте крепостных, а именно эссе о доморощенных гетерах современности. Видимо, поколение так называемых «тридцатилетних» (тридцатилетних — к началу 80-х годов) чувствовало свою онтологическую валентность этому явлению. Не в том смысле, что «все мы — проститутки», а в том, что тема латентно-продажного секса понималась как тема некоей тайной свободы, как бы понарошке продающейся (и покупающейся) некоей социоастральной грубой силой, от которой никуда не уйти. В этом ракурсе среднестатистический советский либерал представлялся «тридцатилетним» в образе забитой пасторальной девушки, вынужденной идти на панель системы днём и ночью.
Отредактированное в высших инстанциях продолжение статьи было опубликовано днём позже.
Игорь Кон в одной из книг отмечал:
Заговор молчания был прорван в ноябре 1986 года сенсационным очерком Евгения Додолева “Белый танец” в газете “Московский комсомолец” о райской жизни валютных проституток.
Фёдор Раззаков писал:

Тогдашняя советская пресса, делавшая первые шаги на ниве гласности, зарабатывала себе авторитет на разоблачении «ночных бабочек-путан», наркоманов и «люберов». Одной из самых громких стала статья в «Московском комсомольце» Евгения Додолева под названием «Белый танец» — о валютных проститутках, промышлявших на «уголке» (угол гостиницы «Националь») и в «Контике» (гостиница «Международная» при ЦМТ).

Андрей Нуйкин признал на страницах журнала «Новый мир», что публикации от 19 и 21 ноября «донесли ясность в вопросе о простых радостях бытия до предела».
Эти газетные выступления названы «первым бликом зари гласности» и «произвели эффект разорвавшейся бомбы». Максим Кононенко в 2012 году вспоминал, что «мало кому до того известная столичная газета буквально за месяц стала главным в стране изданием „про это“. Люди стали покупать „Комсомолец“, ожидая ещё раз прочитать там что-то подобное». Павел Гусев пояснял, что статьи «не о технике проституции, а вообще о моральном облике страны».
В западных СМИ о публикации писали с переводом в скобках — Belii tanets (Danza blanca).
В ряде отделов ЦК КПСС прошли закрытые совещания и как результат в мае 1987 года Указом Президиума ВС РСФСР в Кодекс об административных правонарушениях введена Статья 164.2. «Занятие проституцией» (предупреждение или наложение штрафа в размере до ста рублей; те же действия, совершенные повторно в течение года после наложения административного взыскания, — влекут наложение штрафа в размере до двухсот рублей). Через 30 лет после этой законодательной инициативы (в 2017 году) автор в одном из интервью признался, что в его работу вмешивался КГБ СССР.
Это было время не только реформ и репортёрских сенсаций, формировался и новый газетный стиль, оказывавший влияние на носителя языка. Использованное Додолевым словосочетание «ночные бабочки» стало устойчивой идиомой; по утверждению газеты «Коммерсантъ» автор популизировал это выражение, которое, как пишет Илья Варламов «вошло в язык».
Владимир Шахиджанян в «Дневнике предпринимателя» (9 ноября 2006 года) пишет:
Проститутки (их принято называть, с лёгкой руки Евгения Додолева, ночными бабочками) ни в чём не виноваты.
При анонимном анкетировании старших школьников в Риге и Ленинграде в 1989 году валютная проституция оказалась в десятке наиболее престижных профессий; в этом упрекали автора очерка.

## Оценка коллег
- Через 10 лет после публикации (в 1996 году) Лев Новожёнов в эфире НТВ заявил, что автор этими выступлениями «взорвал журналистику»[24].
- Даже спустя четверть века эти публикации обозначались как «знаковые для советской журналистики в целом», отмечалось, что они не только вызвали «широкий общественный резонанс» но и «последствия применительно к четырём сферам жизни общества»[25].
- В документальном фильме «„Привет“ Максима Леонидова», который экс-коллега автора по «МК» Илья Легостаев снял через 30 лет после публикации (2016), Додолев рассказал о реакции проституток на его работу и последствиях публикации[26].
- В 2022 году Сергей Минаев назвал автора «важнейшим перестроечным журналистом», а эффект от публикации назвал «шоком»[27].
- В 2025 году в интервью каналу «ТВ Центр» автор, рассказывая об этой публикации, отметил, что «состоялся как журналист, благодаря гласности»[28].
- В 2025 году Анатолий Кузичев подчеркнул, что до этой публикации «не существовало подобной журналистики как жанра, как класса»[29].